# Santiago Oñate Laborde
Santiago Oñate Laborde (Ciudad de México, 24 de mayo de 1943) es un político y abogado mexicano, miembro del Partido Revolucionario Institucional, que llegó a presidir a nivel nacional. Desde el 1 de agosto de 2013 se desempeña como observador permanente de México ante el Consejo de Europa con sede en Estrasburgo. 

## Trayectoria profesional
Oñate Laborde se tituló en la Facultad de Derecho de la Universidad Nacional Autónoma de México en 1972. Posteriormente ocupó un gran número de posiciones tanto el PRI como en el gobierno de México, fue diputado federal a la LIII Legislatura de 1985 a 1988, embajador de México ante la Organización de Estados Americanos, procurador Federal del Medio Ambiente, Jefe la Oficina de la Presidencia de la República bajo del gobierno de Carlos Salinas de Gortari y Secretario de Asuntos Internacionales del PRI durante la campaña presidencial del Luis Donaldo Colosio.
El 1 de diciembre de 1994, el presidente Ernesto Zedillo lo nombró secretario del Trabajo y Previsión Social, cargo en el que permaneció un año, pues en 1995 fue nombrado Presidente Nacional del Partido Revolucionario Institucional, hasta 1996, cuando fue nombrado a su vez Embajador de México en el Reino Unido, cargo en el que permanecería hasta 2001, y posteriormente en los Países Bajos, de 2001 a 2003, tiempo durante el cual fungió también como representante Permanente de México frente a la Organización para la Prohibición de las Armas Químicas.
Al terminar su periodo como Embajador en Países Bajos, Oñate Laborde continuó sus labores en la Organización para la Prohibición de Armas Químicas hasta 2012, fungiendo en un principio como consultor jurídico y posteriormente como consultor especial hacia el director general. En 2013 fue nombrado observador permanente de México ante el Consejo de Europa, con sede en Estrasburgo, Francia.
También ha impartido cátedra en la Universidad Autónoma Metropolitana, la Universidad Nacional Autónoma de México, University of Wisconsin-Madison y Leiden University.

## Trabajos publicados
- "La Acción Procesal en la doctrina y en el derecho positivo mexicano", México, 1972.
- "El Estado y el Derecho",  S. Oñate y D. Pantoja, Anuies-Edicol, México, 1977.
- "Evolución del Derecho Procesal Mexicano", en LXXV Años de Evolución Jurídica en el Mundo, UNAM, Instituto de Investigaciones Jurídicas, México, 1978.
- "Legal Aid in Mexico", en F. Zemans Legal Aid, Pinter Publishers, Londres, 1979.
- "Legal Needs of the Poor and Disadvantaged", B. Garth, ed., Madison, Wisconsin, 1983.
- "Los trabajadores migratorios frente a la justicia norteamericana", S.T.P.S.-FONEP, México, 1983.
- "El papel de juez en la resolución de Litigios Familiares", en International Congress of Comparative Law; National reports, H. Nakamura (ed.) Tokio, Japón, 1984.
- "Administración de justicia y composición de conflictos laborales", en El Obrero Mexicano, Vol. 4, siglo XXI, México, 1985.
- "El Veto Suspensivo", en El Refrendo y las Relaciones entre el Congreso y el Ejecutivo, UNAM-Porrúa, 1987.
- "El régimen de partidos", en Jornadas Jurídicas Nacionales, Fenase-Porrúa, 1987.
- "Fuentes e interpretación del derecho parlamentario", en Derecho Parlamentario Iberoamericano, Porrúa, 1987.
- "Nuevos mecanismos de defensa del ciudadano frente a la administración pública", en Administración Pública Contemporánea en México, México, 1993.
- "Presidentialisme en democratie. Het geval van Mexico", en Drie Kwesties in Latijns Amerikas, L. Malaver y M. Oostra., ed. LASO, Ámsterdam, 2002.
- "Decision on the Follow-up to the OPCW Action Plan on Article VII: Ensuring the Effective Implementation of the Chemical Weapons Convention" (con L. Tabassi y Ralf Trapp), The CBW Conventions Bulletin, 69-70, septiembre-diciembre de 2005, pp. 5-10.
- "Lessons learned: Chemicals trader convicted of war crimes", con B. Exterkate, L. Tabassi y E. van der Borght, Journal Judiciaire de La Haye, vol. 2, n.º 1, 2007, pp. 23-42.
- "Sustaining follow-up to the Action Plan on Article VII: National Implementation of the Chemical Weapons Convention", con M. Lak, L. Tabassi y K-S. Melzer, en Chemical Disarmament, volumen 5, número 1, March 2007, pp. 18-24.
- "Industry Role in the Non-proliferation of Chemical Weapons", International Law Association, 74a Conferencia, La Haya, agosto de 2010.
- "The Chemical Weapons Convention: An Overview", Audiovisual Library of International Law, UN, 2010.
- "The Relation between Due Process in International and National Human Rights Instruments and International Adjudication Mechanisms", en The Development and Effectiveness of International Administrative Law, editado por O. Elias, Martinus Nijhoff, Leiden-Boston, 2012, pp.375-385.